# Effi Briest
Effi Briest è un romanzo di Theodor Fontane pubblicato nel 1894-95 sulla rivista letteraria berlinese Deutsche Rundschau. È uno dei più conosciuti romanzi realisti tedeschi ed è considerato il capolavoro di Fontane. 
Thomas Mann affermò che se si dovesse ipoteticamente ridurre una biblioteca a soli sei romanzi, Effi Briest avrebbe dovuto essere uno di questi. Con Anna Karenina e Madame Bovary, il romanzo forma una trilogia sul matrimonio nel XIX secolo, nei quali gli autori si sforzano di interpretare il punto di vista femminile. I tre romanzi sono tragedie centrate sull'adulterio.

## Trama
Nella cittadina di Hohen-Cremmen giunge il barone Geert Von Innstetten per far visita alla casa dei Briest e chiedere la mano della giovane figlia Effi. La ragazza diciassettenne sposa così il vecchio spasimante della madre (di circa vent'anni più vecchio) e deve allontanarsi dal suo amato paese, dai cari genitori e dalle amiche d'infanzia (le gemelle Hertha e Bertha e la figlia del pastore Hulda), con le quali fino a poco prima giocava nel giardino di casa.
Si trasferisce dunque a Kessin, un paese sorto sul mare e sul fiume Kessine. La casa dei novelli sposi è però arredata in uno stile esotico, che rispecchia in qualche modo la cittadina, colonizzata da spagnoli, francesi, olandesi e cinesi. Sarà proprio il fantasma di un cinese (servo del vecchio proprietario della casa) a tormentare la povera Effi, frutto ovviamente della sua immaginazione, causata da una dimora nella quale si sente continuamente a disagio. Inoltre il marito è quasi sempre lontano da casa per lavoro (egli è un prefetto e gode della stima del principe quindi spesso, quando quest'ultimo si trova da quelle parti, lo tiene lontano da casa quasi tutti i giorni), quel lavoro che viene prima di tutto. Geert sminuisce le paure di Effi, prendendola goffamente in giro e facendole credere che i fantasmi siano degni solo delle casate nobili.
Effi sente aggravarsi il suo isolamento quando incominciano le visite delle famiglie borghesi, tra le quali appunto non riscontra simpatie a causa della giovane età e dell'educazione ancora inadeguata rispetto alla loro. Si ritrova dunque a stare da sola con il cane (l'amato Rollo) e con i domestici (tra cui Johanna); l'unico vero amico che ha è il farmacista Gieshubler, un personaggio fuori dagli schemi disciplinari della Prussia novecentesca, il solo che riuscirà a far sorridere la donna e ad esserle sempre di conforto. Non ancora diciottenne, Effi dà alla luce una bambina (la piccola Annie) e assume una balia, Roswitha, cui si affezionerà molto.
La vita di Effi sarà turbata dall'arrivo in paese del maggiore Crampas, un vero e proprio Don Giovanni. Lo stesso Geert consiglia alla giovane moglie di stare attenta alle sue maniere. Ciò nonostante i tre incominciano a fare lunghe cavalcate sul mare, e quando Geert dovrà ritirarsi per lavoro, i due continueranno a frequentarsi, seppur sotto l'occhio della servitù. Questo faciliterà lo svilupparsi del legame fino ad arrivare ad un fugace bacio nell'inverno successivo. I sensi di colpa tormenteranno sempre di più Effi, che accoglie con estrema felicità, ma soprattutto sollievo, la notizia di doversi trasferire a Berlino per motivi di lavoro del marito.
Riesce quindi a dimenticare gli anni di Kessin: la casa col fantasma, il clima freddo, l'ambiente e la gente ostile. A Berlino sembra che Effi e Geert siano finalmente felici, anche se i sensi di colpa non svaniscono mai del tutto. Dopo sette anni Effi contrae una malattia ai polmoni e deve recarsi, su consiglio medico, in un paese distante, dove l'aria è buona e salutare. Viene accompagnata da una vedova, con la quale fa amicizia durante il lungo soggiorno. Ma il passato torna a saldare i suoi conti: mentre Effi si cura, Geert, per una serie di circostanze fortuite (Annie si fa male e Roswitha forza il cassetto di Effi in cerca di bende, svuotandolo completamente) trova le vecchie lettere del maggiore indirizzate a Effi e capisce tutto (egli, già in passato, in realtà aveva avuto dei piccoli sospetti, o meglio delle paure, sul comportamento della moglie).
Nonostante siano passati molti anni, Geert sfida l'ex amico a duello. Il dovere lo chiama a rimediare al torto subito (anche se, come egli stesso dice, non sono la vendetta o la rabbia a spingerlo ma le convenzioni sociali). Un suo amico tenta di convincerlo dell'insensatezza del gesto (era passato troppo tempo), ma inutilmente. Geert uccide l'amico in duello sulla spiaggia di Kessin. Effi, responsabile di tradimento, viene ripudiata da tutti: marito, genitori, amici, società. Non farà più ritorno nella casa di Berlino e ovviamente non otterrà l'affidamento della figlia, che rivedrà solo per qualche anno dopo.
Effi rimane sola con la domestica Roswitha, l'unica rimastale fedele, in un appartamento berlinese. Gravemente malata di nervi e con i polmoni non guariti, riesce ad ottenere il ritorno a Hohen-Cremmen, dove insieme al cane Rollo passeggia lungamente nei campi, finché la malattia ha la meglio. La sua lapide, su cui volle che fosse scritto il suo cognome da nubile, trova posto nel giardino della sua giovinezza. Il romanzo si chiude con le riflessioni dei genitori di Effi: si domandano se quel giorno lontano Effi non fosse stata troppo giovane per prendere come marito il barone Innstetten.

## Eventi reali
Il personaggio di Effi Briest è ispirato a Elisabeth von Ardenne (1853-1952), nata Elisabeth von Plotho il 26 ottobre 1853, ultima di cinque figli. Dopo la prematura scomparsa del padre nel 1864, conobbe il futuro marito Léon Armand von Ardenne (1848-1919). Sembra che l'adolescente Elisabeth, che aveva ricevuto da allora il soprannome di "Else", abbia dimostrato inizialmente scarso interesse per il giovane, che era di cinque anni più vecchio di lei. Tuttavia la sua opinione mutò nel corso della guerra franco-prussiana durante la quale Ardenne era stato ferito. Elisabeth von Plotho e Léon von Ardenne annunciarono il loro fidanzamento il 7 febbraio 1871 e si sposarono il 1º gennaio 1873.
La coppia, nell'estate del 1881, si trasferì a Düsseldorf, ove iniziò un rapporto di amicizia con il giudice Hartwich Emil (1843-1886). Hartwich, che aveva anche un'ottima reputazione come pittore, è stata la sofferenza e la causa del loro matrimonio infelice. Egli e la giovane Elisabeth von Ardenne, che era dieci anni più giovane di lui, avevano molte cose in comune, come l'amore per il teatro. La corrispondenza tra Hartwich e Ardenne non cessò quando egli ritornò a Berlino, il 1º ottobre 1884, con la moglie e i due bambini nati nel frattempo. 
Hartwich continuò a visitare sporadicamente Elisabeth e suo marito anche dopo la partenza della coppia. Nell'estate del 1886, durante un suo soggiorno a Berlino, lui ed Elisabeth decisero di divorziare dai rispettivi coniugi e sposarsi tra loro. Ardenne, però, aveva segretamente nutrito sospetti che furono confermati quando trovò le lettere che la moglie e Hartwich si erano scambiati nel corso di diversi anni. Chiese il divorzio e sfidò il rivale a duello, che ebbe luogo il 27 novembre 1886. Hartwich riportò ferite gravi e morì quattro giorni dopo. Anche se Armand von Ardenne era stato inizialmente condannato a due anni di carcere, la sua reclusione venne poi ridotta a solo diciotto giorni di detenzione. Il divorzio si concluse il 15 marzo 1887, con Armand von Ardenne che ottenne la piena custodia dei loro due figli.
Negli anni successivi, Elisabeth von Ardenne si dedicò alla cura delle persone svantaggiate o disabili. Il suo nome venne, sia pur temporaneamente, cancellato dalle cronache della sua famiglia. Nel 1904, la figlia di Elisabeth, Margot, fu la prima a fare un tentativo per rintracciare la madre rinnegata. Il figlio Egmont la incontrò invece solo cinque anni dopo. Elisabeth von Ardenne si ricongiunse con i suoi figli dopo due decenni di separazione. Il suo ex marito morì nel 1919, all'età di 71 anni. Elisabeth von Ardenne morì il 4 febbraio 1952, a Lindau, all'età di 98 anni e fu sepolta in un Ehrengrab a Berlino. Lo scienziato Manfred von Ardenne era suo nipote.

## Differenze tra finzione e realtà
Fontane ha cambiato numerosi dettagli per non compromettere con il romanzo la vita privata delle persone interessate. Inoltre, aveva intenzione di accentuare gli effetti drammatici della storia. Ad esempio, Elisabeth von Plotho non sposò il marito all'età di diciassette anni come Effi Briest, ma quando ne aveva diciannove. E Armand von Ardenne era più vecchio di lei di solo cinque anni e non di venti. Elisabeth, inoltre, ebbe la relazione extraconiugale dopo dodici anni di matrimonio, anziché dopo uno soltanto.
Fontane era consapevole del fatto che Elisabeth von Ardenne non si fosse ritirata a vita privata una volta che il suo amore fu venuto alla luce; a differenza di Effi Briest, lei ebbe varie occupazioni e si dedicò ai più svantaggiati. Infine Elisabeth von Ardenne morì nel 1952 all'età di 98, mentre Effi muore a 29 anni.
Ulteriori differenze tra la storia letteraria e quella vera su cui si basa, sono i giorni in cui alcuni fatti del romanzo di Fontane si verificano. Effi Briest sposa il marito il 3 ottobre, mentre Elisabeth von Plotho si sposò il 1º gennaio. Il primo figlio di Effi nasce il 3 luglio, mentre nessuno dei figli di Elisabeth nacque in quel giorno. Infatti, Margot ed Egmont von Ardenne nacquero rispettivamente il 5 novembre e il 4 gennaio. Infine il giorno di nascita di Elisabeth von Ardenne è il 26 ottobre, mentre Effi Briest festeggia il suo compleanno nel mese di agosto.

## Concezioni
Fontane, nel suo ampio lavoro, ha inteso ridicolizzare una certa borghesia prussiana, vecchia guardia troppo legata al passato, sempre in ricerca del trionfo, della carriera, delle simpatie importanti e che in questa sua chiusura mentale non ha saputo accogliere una giovane ragazza ancora imbevuta della sua vita fatta di piccole gioie, di giochi e di risatine nel giardino di casa.
Importante e incombente compare spesso il senso del dovere; quando Effi si sposa neppure diciottenne; nel lavoro di Instetten, che lo costringe a isolare la moglie; nel duello; nelle visite delle famiglie borghesi e infine nel comportamento della madre, che inizialmente rifiuta la figlia perché aveva deviato dalla retta via. 
Fa da contraltare la figura di Gieshubler, aperto alla vita, poco interessato alla stretta disciplina aristocratica ed infatti unico amico di Effi, con la quale condivide l'estraneità a questo mondo sorpassato. Nella sua figura si può forse rispecchiare l'autore, il quale, attraverso di esso, espone appunto la contraddittorietà delle concezioni del vivere borghese del tempo.

## Edizioni
- (DE)  Effi Briest, Deutsche Rundschau (Berlin), Oktober 1894 – März 1895.

### In italiano
- 1894/95: Effi Briest (edito con lo stesso titolo originale; romanzo, comparso in due parti)
  - trad. Eugenio Giovannelli, Roma, Colombo, 1944
  - trad. Maria Grazia Amoretti, Torino, Utet, 1956
  - trad. Erich Linder, Firenze, Parenti, 1955; Milano, Garzanti, 1978 ISBN 88-11-58213-X ISBN 978-88-11-36213-5
  - trad. Enrico Ganni, introduzione di Giorgio Pressburger, Milano, Feltrinelli, 1993 ISBN 88-07-82074-9 ISBN 978-88-07-82074-8
  - trad. Umberto Colla, Milano: Frassinelli, 1997 ISBN 88-7684-468-6
  - trad. Silvia Bortoli, in Romanzi,2 voll., Milano, I Meridiani Mondadori, 2003 ISBN 88-04-51343-8 ISBN 88-04-51344-6; e con un saggio di Amos Oz, Oscar Mondadori, 2007 ISBN 978-88-04-56387-7

## Trasposizioni cinematografiche
- Effi Briest: film tedesco del 1974 di Rainer Werner Fassbinder.
- Effi Briest: film tedesco del 2009 di Hermine Huntgeburth.